# Liste der Fernschnellzüge der Deutschen Bundesbahn
Die Liste der Fernschnellzüge der Deutschen Bundesbahn listet alle im Netz der Deutschen Bundesbahn (DB) zwischen 1949 und 1971 verkehrenden Fernschnellzüge (F-Züge) auf. Außerdem enthält sie die Fernschnellzüge, die in der Zeit zwischen dem Ende des Zweiten Weltkriegs und der Gründung der DB im Jahr 1949 im Bereich der Trizone verkehrten.

## Vorbemerkung
Bis 1951 wurde noch die herkömmliche Bezeichnung „FD“ verwendet, dann auf „F“ umgestellt.
Ab 1956 wurde in der Darstellung im Fahrplan auf den Unterschied zwischen „F“ und „Ft“ verzichtet. Es gab nun nur noch das „F“ und wenn die entsprechende Verbindung ein Triebwagen bediente, wurde das mit dem Piktogramm eines Triebwagens gekennzeichnet.
Im Sommerfahrplan 1971 erhielten zahlreiche F-Züge in Vorbereitung zu dem dann im Winterfahrplan eingeführten Intercity-System für wenige Monate noch einmal eine neue Nummer. Diese sind hier nur ausnahmsweise angegeben. Mit dem Ende des Sommerfahrplans zum 25. September 1971 endete der Verkehr der F-Züge.

## Liste
| Zug-Nr.        | ab            | bis                                                            | Laufweg | Name                                                | Anmerkung |
| -------------- | ------------- | -------------------------------------------------------------- | --- | --------------------------------------------------- | --- |
| FD/Fta) 1/2    | 1949          | 1950b)                                                         | Frankfurt (Main) Hauptbahnhof–Bebra–Wartha–Berlin Stadtbahn                                                           |                                                     | a)Ft ab 1953 b)In Schnellzug umgewandelt |
| Ft/F 1/2a)     | 1951          | 1971                                                           | Köln–Essen–Hamm–Münster–Hamburg–Kielb)                                                                                | Hanseat                                             | a)Ab 1954 lokomotivbespannter Wagenzug; ab 1967: F 29/30 b)Kiel–Hamburg nur Ft 2 und in dieser Richtung, die Rückleistung fuhr der Ft 41; ab 1954 nur F 1 und nur Hamburg–Kiel; ab 1969 entfiel der Abschnitt |
| F 3/4a)        | 1951          | 1968b)                                                         | Stuttgart–Heidelbergc)–Frankfurt–Mainzd)–Köln–Hamm–Münster–Hamburg-Altona                                             | Merkur                                              | a)1967–1969: F 31/F 32, 1969–1970: F 131/132, 1971: F 137 b)In Schnellzug umgewandelt c)Stuttgart–Frankfurt ab 1954 bis 1958 d)1953 über Wiesbaden Ost |
| F 3/4          |               |                                                                | |                                                     | siehe: F 211/212 ab 1967 |
| F 5/6          | 1951a)        | 1970b)                                                         | Paris–Straßburg–Stuttgart–München–Wien–Bukarest                                                                       | Orient-Express                                      | a)Zuvor seit 1946: L 5/6 b)Umwandlung in Schnellzug |
| F/Fta) 7/8     | 1951          | 1971                                                           | Zürich–Basel SBBb)–Mannheim–Mainz–Kölnc)–Hagen–Dortmund                                                               | Rhein-Blitz                                         | a)Ft ab 1953; ab 1959 lokomotivbespannter Wagenzug b)Zürich–Basel 1967–1971 c)Abschnitt >Köln–Dortmund nur F 7 |
| F 9/10         | 1952          | 1965a)                                                         | Basel SBB–Mannheim–Mainz–Kölnb)–Hoek van Holland                                                                      | Rhein-Pfeil Rheingold-Expressc)                     | Der Zug führte bis 1956 die (alte) 1. und 2. Klasse, ab 1962 war er mit der neuen Garnitur ausgestattet, die auch den „Domcar“-Aussichtswagen enthielt. a)1965 Umwandlung in Trans-Europ-Express (TEE) b)Verkehrte zwischen Mainz und Köln vereinigt mit F 21/22 c)1953 Namenswechsel von „Rheinblitz“ auf „Rheingold-Express“                                                                                    |
| F 11/12        | 1951a)        | 1963b)                                                         | Paris–Köln–Hamburg–Flensburg–Kopenhagen                                                                               | Nord-Express                                        | Der Zug führte Kurswagen Paris–Warschau, die in Berlin auf den F 111/112 übergingen. a)Zuvor seit 1946: L 11/12 b)Umwandlung in einen Schnellzug |
| F 13/14a)      | 1954          | 1971                                                           | Bonn–Kölnb)–Wuppertal–Hannover–Frankfurtc)                                                                            | Dompfeil Porta Westfalicad) Sachsenroße)            | a)Ab 1969: F 140/141 b)Bonn–Köln nur F 14 c)Hannover–Frankfurt ab 1969 d)Ab 1968 e)Ab 1969 |
| F 13/18        | 1952          | 1954                                                           | Bonn–Köln–Hamm–Hannover                                                                                               | Dompfeil (ab 1953)                                  | |
| F 14/17        | 1952          | 1954                                                           | Bonn–Kölna)–Hamm–Hannover–Braunschweigb)                                                                              | Dompfeil                                            | a)Bonn–Köln ab 1963 b)Hannover–Braunschweig nur bis 1952 |
| F 15/16a)      | 1954          | 1970b)                                                         | Frankfurt–Bonnc)–Kölnd)–Hannover                                                                                      | Sachsenroß Dompfeile)                               | a)1969: F 140/141 b)1970 gesplittet in F 140/141 (Wilhelm Busch) und F 172/173 (Sachsenroß) c)Frankfurt–Bonn ab 1969d)Bonn–Köln ab 1963 e)1969 |
| FDt 17/18      | 1950          | 1951                                                           | Köln–Essen–Hamm–Münster–Hamburg-Altona                                                                                |                                                     | |
| F 17/18        | 1954          |                                                                | Bonn–Wuppertal–Hannover                                                                                               | Germania                                            | Die DB wollte den Zug bis Berlin weiterführen, was die DR aber ablehnte. |
| F 19           | 1951          |                                                                | Frankfurt–Wiesbaden Ost–Koblenz–Köln                                                                                  |                                                     | F 19 hatte keinen Gegenzug |
| FDt 19/20      | 1950 und 1953 | 1951                                                           | Frankfurt–Mainz–Köln–Essen–Hamm–Münster–Hamburg Altona                                                                |                                                     | |
| F 19/20        | 1953          | 1956                                                           | Essen–Köln–Wiesbaden Ost–Frankfurta)–Linz–Wienb)                                                                      | Glückauf                                            | a)Frankfurt–Österreich ab 1954 b)Die Angaben zum Abschnitt Linz–Wien sind unterschiedlich. Zum einen wird angegeben, dass der Zug durchlief, zum anderen, dass es sich dabei um Kurswagen handelte. |
| F 21/22        | 1952          | 1965a)                                                         | Innsbruck–Münchenb)–Würzburg–Frankfurt–Mainz–Kölnc)–Essen–Dortmund                                                    | Rhein-Pfeil                                         | Der Zug führte bis 1956 die (alte) 1. und 2. Klassea)1965 Umwandlung in TEE b)Innsbruck–München nur saisonal c)Verkehrte zwischen Mainz und Köln vereinigt mit F 9/10 |
| F 23/24        | 1951          | 1971                                                           | München–Stuttgart–Mannheim–Mainz (bis 1952) Stuttgart–Mannheim–Mainz–Köln–Wuppertal–Hagen–Dortmund                    | Schwabenpfeil                                       | Ab 1954 über Heidelberg–Ludwigshafen |
| F 24/33        | 1951          |                                                                | Frankfurt–Mainz–Köln–Essen–Dortmund                                                                                   |                                                     | |
| F 25/26        | 1962          | 1965a)                                                         | Bonn–Kölnb)–Aachen–Brüssel–Antwerpen                                                                                  | Diamant                                             | a)1965 Umwandlung in TEE b) Bonn–Köln nur 1962–1964 |
| F/Fta)27/28    | 1951          | 1971                                                           | München–Stuttgart–Mannheim–Mainz–Köln–Dortmund                                                                        | Rhein-Isar-Blitz                                    | a)Ft ab 1953; ab 1959 lokomotivbespannter Wagenzug |
| Fta)/Fb) 29/30 | 1951          | 1959c)                                                         | München–Stuttgart–Heidelberg–Frankfurt                                                                                | Münchner Kindl                                      | Der Zug verkehrte regelmäßig wohl erst ab 1952 a)Bis 1954 b)Ab 1954 c)Umwandlung in Schnellzug |
| F 29/30        |               |                                                                | |                                                     | siehe: F 1/2 (ab 1967) |
| F/Fta)31/32    | 1951          | 1957f)                                                         | Frankfurt–Mainzb)/Wiesbaden Ostc)–Köln–Essen–Duisburg–Dortmundd)/Amsterdame)                                          | Rhein-Main                                          | a)Ft ab 1953 b)F 31 c)F 32 d)Verkehrte 1952/53 bis Rotterdam und Duisburg–Dortmund bis 1956, was entfiel, weil er nun nach Amsterdam fuhr. e)Ab 1955 f)1957 in TEE umgewandelt |
| F 31/32        | 1968          | 1969                                                           | Köln–Hamburg Hauptbahnhof                                                                                             | Senator Patriziera)                                 | a)1969 |
| F 31/32        |               |                                                                | |                                                     | siehe: F 3/4 und F 31/32 ab 1968; F 130/131: 1970 |
| F 33/34a)      | 1952          | 1971                                                           | München–Augsburg–Würzburg–Frankfurt–Mainzb)/Wiesbaden Ostc)–Köln–Wuppertal–Hagen–Dortmund–Hamm–Münster–Hamburg–Kield) | Gambrinus                                           | Dieser Zuglauf war nach der Verlängerung bis Kiel mit 1201 km der längste im F-Zug-Netz. a)1970: F 124/125 b)Mainz; F 33 c)Wiesbaden Ost: F 34 d)Die Verlängerung Dortmund–Hamm–Münster–Hamburg–Kiel erfolgte 1953; Hamburg–Kiel wurde 1959 aufgegeben |
| F/FTa) 37b)/38 | 1951          | 1971                                                           | Regensburg/Münchenc)–Nürnberg–Frankfurt–Wiesbaden Ost–Köln–Essen–Dortmundd)                                           | Rhein-Donau-Blitz (1953) Hans Sachs (ab 1959)       | a)Ft ab 1953 b)F 37 nur bis Köln c)Regensburg–Nürnberg entfiel ab 1954; ab 1959 verkehrte der Zug von und nach München d)Ab 1962: Endbahnhof: Hagen |
| F 39/40        | 1954          | 1962a)                                                         | Straßburg–Kehl–Karlsruhe–Stuttgart–München–Salzburgb)                                                                 | Mozart                                              | a)1962 in Schnellzug umgewandelt b)München–Salzburg bis 1958 |
| F/Fta) 41/42   | 1951          | 1963b)                                                         | Frankfurt–Bebrac)–Hannover–Hamburg Altona–Kield)                                                                      | Senator                                             | Ab Ende Oktober kam der Tages-Gliedertriebzug VT 10 501 zum Einsatz a)Ft ab 1953 b)1963 in Schnellzug umgewandelt c)Ab 1955 über die Main-Weser-Bahn, ohne Kassel Hauptbahnhof anzufahren d)Hamburg Altona–Kiel nur in dieser Richtung, die Rückleistung fuhr der Ft 2; ab 1954 fuhr der Zug nur noch bis Hamburg                                                                                                 |
| F/Fta) 43/44b) | 1951          | 1969c)                                                         | Basel SBB–Mannheimd)/Mannheim-Friedrichsfelde)–Frankfurtf)–Kassel–Hannover–Bremeng)                                   | Roland                                              | a)„Ft“ ab 1952 b)Ab 1967: F 45/46 c)1968 zum TEE umgewandelt d)Ft 43 e)Ft 44 f)Basel SBB–Frankfurt ab Winterfahrplan 1952 g)Ab 1967 nördlich von Hannover als zweiklassiger Schnellzug |
| Ft 45/46       | 1952          | 1964a)                                                         | Frankfurt–Mannheim–Basel                                                                                              | Schauinsland                                        | a)1964: Umwandlung in Schnellzug |
| F 45/46        |               |                                                                | |                                                     | siehe: F 43/44 |
| F 47/48        | 1963          | 1966a)                                                         | Mannheim–Frankfurtb)–Hannoverc)–Hamburg-Altona                                                                        | Konsul                                              | a)Ab 1966 Schnellzug b)Mannheim–Frankfurt wurde ab 1964 zweiklassig und als Schnellzug gefahren. c)Frankfurt–Hannover ohne Zwischenhalt |
| Fta) 49/50     | 1953b)        | 1963c)                                                         | Zürich–Basel SBBd)–Hamburg-Altona                                                                                     | Komet                                               | Nachtzug a)1958 wurde der Gliedertriebzug durch einen lokomotivbespannten Wagenzug ersetzt b)War im Winterfahrplan 1953/54 zwar vorgesehen, verkehrte aber erst ab 1954 c)1963 in Schnellzug umgewandelt d)Zürich–Basel 1955–1960 |
| F51/52         | 1951a)        | 1959b)                                                         | Wien–Frankfurt–Köln–Ostende                                                                                           | Ostende-Wien-Express                                | a)Zuvor seit 1947: L 51/52 b)1959 Umwandlung in einen Schnellzug |
| F 53/54        | 1953          | 1960a)                                                         | Hamburg-Altona–Würzburg–Regensburg–Passaub)                                                                           | Domspatz (1953–1959) Adler (ab 1959)                | a)Umwandlung in Schnellzug b)Passau wurde nur im Fahrplanjahr 1953/54 bedient, dann war Regensburg Ausgangs- und Endbahnhof bis 1959, dann Würzburg |
| Fta)/F 55/56   | 1949          | 1965a)                                                         | München–Augsburg–Würzburg–Hannover–Hamburg-Altona                                                                     | Blauer Enzian                                       | Der Zug verkehrte regelmäßig wohl erst ab 1952, ab Ende 1953 kam die Henschel-Wegmann-Garnitur zum Einsatz a)Wurde in der Praxis meist von einem lokomotivbespannten Zug gefahren, der aber die Fahrzeit nicht halten konnte. Das Angebot wurde ein- und später auf einen lokbespannten Zug umgestellt. a)1965 Umwandlung in TEE                                                                                  |
| FD 63/64       | 1949          | 1950a)                                                         | Hamburg-Altona–Büchen–Schwanheide–Berlin Stadtbahn                                                                    |                                                     | a)In Schnellzug umgewandelt |
| FDt 65/66a)    | 1949          | 1964b)                                                         | Hamburg-Altona–Büchen–Schwanheide–Berlin Stadtbahn                                                                    |                                                     | a)Ab 1958: FDt 165/166 b)In Schnellzug umgewandelt |
| FDt 71/72      | 1950          | 1951                                                           | Frankfurt–Bebra–Hannover–Hamburg-Altona                                                                               | Helvetia-Express (ab 1952)                          | |
| F 71/72        | 1957          | 1958                                                           | (London–)Hoek van Holland–Rotterdam–Utrecht–Arnhem–Hengelo–Bentheim–Osnabrück–Hamburg-Altona                          | London-Hamburg-Express                              | |
| Ft 74/75       | 1954          | 1957a)                                                         | Ostende–Köln–Essen–Dortmund                                                                                           | Saphir                                              | a)1957 in TEE umgewandelt |
| FDt 77/78      | 1949          | 1957a)                                                         | Zürichb)–Basel SBBd)–Basel Badischer Bahnhof–Freiburg–Karlsruhe–Mannheim–Frankfurt–Kassele)–Hannover–Hamburg-Altonaf) | Helvetia-Expressg)                                  | a)1957 in TEE umgewandelt b)Zürich ab 1953 d)Basel SBB ab 1950 e)Über Kassel bis 1954, dann (ohne Halt) über Bebra f)Frankfurt–Hamburg ab Winterfahrplan 1953 g)Ab 1953 |
| F 92/93        |               |                                                                | |                                                     | siehe: F 107/108 |
| F 98/99        |               |                                                                | |                                                     | siehe: F 411/412 |
| F 105/106      | 1951a)        | 1954b)                                                         | Stuttgart–Nürnberg–Schirnding–Prag                                                                                    | Paris-Prag-Express                                  | Flügelzug zu F 5/6 a)Zuvor seit 1947: L 105/106 b)Ab 1954: Schnellzug |
| F 107/108a)    | 1970b)        | Basel SBB–nördlich von Mannheim: linksrheinisch–Köln–Amsterdam | | Italien-Holland-Express a)Ab 1967: F 92/93          | 1951 b)Umwandlung in Schnellzug |
| FD 109/110     | 1949          | 1950a)                                                         | Köln–Hannover–Helmstedt–Marienborn–Berlin Stadtbahn                                                                   |                                                     | a)In Schnellzug umgewandelt |
| F 111/112      | 1951a)        | 1954b)                                                         | Köln–Helmstedt–Berlin Stadtbahn–Warschau–Brest(–Moskau)                                                               |                                                     | Der Zug führte Kurswagen Paris–Warschau, die in Berlin auf den F 11/12 übergingen. a)Zuvor seit 1947: L 111/112 b)Umwandlung in Schnellzug |
| F 117/120a)    | 1968          | 1971                                                           | Frankfurt–München–Innsbruckb)                                                                                         | Prinzregent                                         | a)1970: F 156/157 b)München–Innsbruck ab 1971 |
| Ft 127/128     | 1953          | 1954                                                           | Frankfurt–Mannheim–Stuttgart–München                                                                                  |                                                     | |
| Fta) 129/130   | 1955          | 1959a)                                                         | Bahnhof Saßnitz Hafen–Gutenfürst–Hof–Regensburg–München                                                               | Saßnitz-Express                                     | Der Zug war für Reisende aus und in die DDR und Berlin nicht zugelassen und hatte keinen planmäßigen Halt zwischen Saßnitz Hafen und Gutenfürst. Er verkehrte zunächst zwei Mal wöchentlich während des Sommerfahrplans. a)Ab 1958 lokomotivbespannter Wagenzug a)1959 in Schnellzug umgewandelt |
| F 129/130      | 1956          | 1956                                                           | Saarbrücken–Trier–Koblenz                                                                                             |                                                     | Verkehrte nur im Sommer 1956 Die Zugnummer war die gleiche wie beim Saßnitz-Express und doppelt vergeben. |
| F 130/131a)    | 1968          | 1971                                                           | Frankfurt–Wiesbaden–Kölnb)–Hamburg-Altona                                                                             | Toller Bomberg Merkurc)                             | a)1970: F 31/32 b) Frankfurt–Köln ab 1970 c)Ab 1970 |
| Ft 137/138     | 1954          |                                                                | Dortmund–Essen–Köln–Mainz–Frankfurt–Würzburg–München                                                                  |                                                     | |
| F 140/141      | 1970          | 1971                                                           | Köln–Hannover | Wilhelm Busch                                       | |
| F 146/147      | 1968          | 1970                                                           | | Wilhelm Busch                                       | |
| FD 149/150     | 1949          | 1950a)                                                         | München–Nürnberg–Ludwigsstadt–Probstzella–Berlin Stadtbahn                                                            |                                                     | a)In Schnellzug umgewandelt |
| F153/154       | 1951          | 1962a)                                                         | Ostende–Köln–linksrheinisch bis Ludwigshafenb)–Stuttgart–München–Ljubljana–Belgrad–Athenc)                            | Tauern-Express                                      | a)In Schnellzug umgewandelt und Laufweg auf Ostende–Klagenfurt (im Sommer) und –München im Winter beschränkt b)Verkehrte später rechtsrheinisch über die Riedbahn, ab 1959 wieder linksrheinisch, befuhr nun aber die neue Umgehungskurve Ludwigshafen c)Verlängerung Belgrad–Athen 1960, führte auch Kurswagen nach Istanbul                                                                                     |
| F 154/155      | 1971          | 1971                                                           | Frankfurt–Würzburg–München                                                                                            | Münchner Kindl                                      | |
| F 163/164      | 1951a)        | 1970b)                                                         | Basel SBB–nördlich von Mannheim: linksrheinisch–Köln–Hoek van Holland                                                 | Rheingoldc) Loreley-Expressd)                       | a)Zuvor seit 1948: L 163/164 b)Umwandlung in Schnellzug c)„Rheingold“ 1951–1953 d)Ab 1953: „Loreley-Express“ |
| FDt 164/165    |               |                                                                | |                                                     | siehe: FDt 64/65 |
| FT 168/185     | 1954          | 1957a)                                                         | Dortmund–Essen–Köln–Aachen–Liège–Paris                                                                                | Paris–Ruhr                                          | a)1957 in TEE umgewandelt |
| F 171/172      | 1954a)        | 1958b)                                                         | Hoek van Holland––Großenbrode Kai–(Gedser–Nyborg)                                                                     | Nord-West-Express                                   | a)Zuvor: Schnellzug b)In Schnellzug umgewandelt |
| F 171/172a)    | 1968          | 1971                                                           | Stuttgart–Frankfurta)–Fulda–Hannover–Bremenb)                                                                         | Mercator                                            | a)1970: F 192/193 b)Stuttgart–Frankfurt und Hannover–Bremen ab 1969 |
| F 172/173      |               |                                                                | |                                                     | siehe: F 15/16 |
| F 191/192a)    | 1951          | 1970b)                                                         | Hoek van Holland–Osnabrück–Hamburg–Flensburgc)–Kopenhagen                                                             | Holland-Skandinavien-Express                        | a)1947–1951: L 191/192; Ab 1967: F 391/392 b)Umwandlung in Schnellzug c)Ab 1954/1958 über Großenbrode Kai |
| F 192/193      |               |                                                                | |                                                     | siehe: F 170/171 |
| FD 209/210     | 1949          | 1950a)                                                         | Düsseldorf–Essen-Altenessen–Dortmund–Hamm                                                                             |                                                     | Flügelzug zu FD 109/110a)In Schnellzug umgewandelt |
| F 211/212a)    | 1951          | 1970b)                                                         | Rom–Basel–Frankfurt–Hamburg–Flensburgc)–Kopenhagen                                                                    | Italien-Skandinavien-Express, später Italia-Express | 1946 und 1947 verkehrte als „FD“ mit der gleichen Zugnummer ein Zug von Basel, komplett linksrheinisch nach Hoek van Holland und ein weiterer Zug im Berlin-Verkehr nach dem Ende der Berlin-Blockade am 12. Mai 1949, der aber schon im Herbst des gleichen Jahres in einen Schnellzug umgewandelt wurde a) Ab 1967: F 3/4 b)Umwandlung in Schnellzug c)Ab 1953 über Großenbrode Kai unter Umfahrung von Hamburg |
| Ft 231/232     | 1953          | 1956a)                                                         | Frankfurt–Mainz–Koblenz–Luxemburg                                                                                     | Montan-Express                                      | a)Umwandlung in Schnellzug |
| F 251/252      | 1953          | 1960a)                                                         | Hoek van Holland–Köln–Mainz–Mannheim–Stuttgart–München–Graz                                                           | Austria-Express                                     | a)1959 Umwandlung in einen Schnellzug |
| F 253/254      | 1952          | 1953                                                           | Hoek van Holland–Köln–Mainz–Mannheim–Stuttgart–Münchena)                                                              |                                                     | a)Köln–München nur im Sommer |
| F 263/264      | 1951          | 1970?                                                          | Köln–Amsterdam |                                                     | Flügelzug zu F 163/164 |
| FD 285/286     | 1950          | 1951                                                           | Basel–Frankfurt–Hamburg-Altona                                                                                        |                                                     | |
| FD 289/290     | 1949          | 1951?                                                          | |                                                     | |
| F 321          | 1967          | 1970                                                           | Duisburg–Dortmund |                                                     | Kurswagengruppe aus dem TEE Rheingold |
| F 411/412a)    | 1964          | 1970b)                                                         | Frankfurt–Basel–Mailand                                                                                               |                                                     | a)Ab 1967: F 98/99 b)Umwandlung in Schnellzug |
| F 451/452      | 1953          | 1955                                                           | Wiesbaden–Mannheim | Austria-Express                                     | Flügelzug zum Austria-Express |
| F 480/481      | 1970          | 1971a)                                                         | Rosenheim–Kufstein–Zell am See                                                                                        |                                                     | Flügelzug zum Blauer Enzian, verkehrte nur im Sommerfahrplan a)1970 in TEE umgewandelt |
| FD 507/508     | 1949          |                                                                | Duisburg–Essen–Dortmund                                                                                               |                                                     | Flügelzug zu FD 107/108 |
| F 551/552      | 1954          | 1955                                                           | Mainz–Frankfurt |                                                     | Kurswagen-Zug zwischen F 251/252 und F 51/52 |
| Ft 1101/1124a) | 1952          | 1960b)                                                         | Frankfurt–Saarbrücken–Metz–Bar-le-Duc                                                                                 |                                                     | Der Zug fuhr sonntags nur bis Metz und führte dann die Zugnummer Ft 1133, ab 1954 verkehrte er nur noch werktags a)„Ft“ wurde ab 1953 verwendet. b)Umwandlung in Schnellzug |
| F 1102/1123    | 1960          |                                                                | Saarbrücken–Bar-le-Duc                                                                                                |                                                     | |
| F 1298/1299    | 1969          | 1971                                                           | Frankfurt–Stuttgart–Münchena)–Garmisch-Partenkirchen–Seefeld in Tirol–Innsbruckb)                                     | Karwendel                                           | a)München wurde ab 1970 nicht mehr angefahren. b)Seefeld–Innsbruck ab 1970 |